# 한국식품영양학회
한국식품영양학회(The Korean Society of Food and Nutrition)는 식품 및 영양분야에 관한 이론과 기술을 연구하고, 이의 응용과 보급을 촉진시켜, 국민 식생활의 향상을 도모함을 목적으로 설립된 대한민국의 학술단체이다. 사무실은 경기도 화성시 봉답읍 상리 460, 장안대학교 식품영양학과 내에 있다.

## 주요 사업
- 학회지, 정보지 및 도서의 발간
- 연구발표, 학술강연회 및 학술토론회의 개최
- 학술정보의 교환
- 학술활동의 진흥 및 보조
- 기타 본 회의 목적 달성에 필요한 사항